# Kokou Alonou
Kokou Alonou est un homme politique togolais. Il est député à l'Assemblée nationale depuis 2014.

## Biographie
En septembre 2014, Dahuku Péré aujourd'hui decedé, après un grave accident de voiture, est empêché de siéger à l'Assemblée. Kokou Alonou le remplace alors.